# Franc Ksaver Kutnar
Franc Ksaver Kutnar (nemško Franz Xaver Kuttnar), slovenski škof, * 26. oktober 1793, Šentvid pri Stični, † 8. marec 1846, Šentandraž v Labotski dolini.
Bil je prvi Slovenec, ki je postal lavantinski škof.

## Življenje
Franc Ksaver Kutnar se je rodil kot sin slovenskega kmeta in trgovca Franca in njegove žene Marjete (roj. Fortuna) ter obiskoval šolo in semenišče v Ljubljani. Obiskoval je normalko, gimnazijo in semenišče v Ljubljani, kjer je leta 1816 tudi prejel duhovniško posvečenje. Dve leti pozneje ga je ljubljanski škof Augustin Johann Joseph Gruber imenoval za dvornega kaplana in konzistorialnega kanclerja. Leta 1824 je Kutnar sledil Augustinu Gruberju v Salzburg, ko je bil ta imenovan za tamkajšnjega nadškofa. Kutnar se je kmalu uveljavil s svojim delom v Salzburgu in bil imenovan na pomembna mesta v nadškofiji. 3. marca 1844 ga je salzburški nadškof Friedrich zu Schwarzenberg v Salzburgu posvetil v škofa, 19. marca pa je bil introniziran v Šentandražu v Labotski dolini.
Kutnar je že od duhovniškega posvečenja bolehal na pljučih, zaradi česar je prezgodaj umrl. Pokopali so ga v pokopališki kapeli v Šentandražu.